# Антоніо де ла Гандара
Антоніо де ла Гандара (фр. Antonio de la Gandara; 16 грудня 1861, Париж — 30 червня 1917, Париж) — французький художник. Найбільш відомий портретами видатних постатей прекрасної епохи.

## Біографія
Батько — іспанець з Мексики, мати — француженка, яка виросла в Англії. В 1878 вступив у Вищу національну художню школу. Серед його вчителів — Жан-Леон Жером і Александр Кабанель. Вперше виставив свої роботи в 1883, у 1884 удостоєний почесного згадки Салону на Єлисейських полях за картину «Святий Себастьян, пронизаний стрілами». З 1885 був дружний з Робертом де Монтеск'ю, написав його портрет (близько 1892). Познайомився з Едмоном Ґонкуром, Альфонсом Доде, Полем Верленом, Жан Мореасом, Леконт де Лілем, Анатолем Франсом, Габріеле д'Аннунціо, Марселем Прустом, Сен-Сансом, Форе, Колетт, Сарою Бернар, Ідой Рубінштейн та іншими найбільшими фігурами мистецького життя того часу, а також з Ліаною де Пужі, художницею Ромейн Брукс, співачкою і актрисою Поліною Полер, світської красунею, креолкою Віржіні Готра, іншими емансипованими жінками епохи. Багато хто з них виступали його моделями.
Похований на цвинтарі Пер-Лашез.